# Gosport
Gosport é uma cidade e distrito do condado de Hampshire, na Inglaterra.
Segundo o censo de 2001 no Reino Unido, tem aproximadamnete 80 mil residentes permanentes, sendo que muitas das pessoas que vivem na cidade a usam como cidade dormitório.